# 秦汾

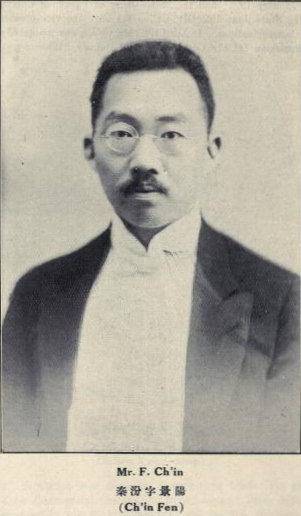

秦汾（1882年—1973年），字景陽，江蘇省太倉州嘉定县人，中華民国教育家、政治家、实业家、数学家、天文学家。

## 生平
秦汾毕业于直隶省立天津北洋大学堂。此后赴美国留学，获哈佛大学硕士学位。此後他又到英国、德国留学，1910年（宣統2年）归国。翌年，辛亥革命爆发，秦汾成为革命派的一員，任嘉定軍政分府参謀。
中華民国成立後，他进入教育界，历任上海浦東中学校長、南京江南高等学堂教務長、公立上海南洋公学教授、国立北京大学教授。1920年（民国9年）2月，他兼任北京政府教育部参事，4月升任该部専門教育司司長。1925年（民国14年），他被推荐为東北文化事業上海分委員会委員。1926年（民国15年），他被任命为中華教育基金委員会委員，同年12月代理教育部次長，兼任代理北京大学理学院院長。

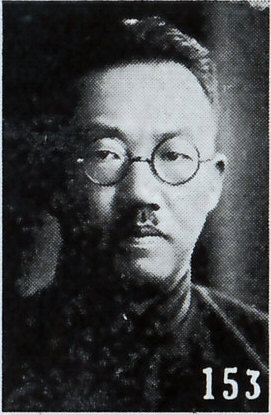

1928年（民国17年）秦汾转入国民政府，任教育部普通教育司司長。此后他获得宋子文的知遇，1930年（民国19年）2月，他转入財政部，任该部会計司司長。这个职务和他此前的经历极不相同。1931年3月，他任主計处主計官。
1931年10月30日成立了以秦汾为主任的全国经济委員会筹备处，至1933年9月，筹备处代行全国经济委員会秘书处职权。1933年（民国22年）9月，他任黄河水灾救済委員会常務委員。1933年11月任全国经济委員会秘書長，1933年12月兼任財政部常務次長。1935年（民国24年）起，兼任交通部郵政儲金匯業总局監察委員、全国经济委員会合作事業委員会常務委員、中国纺织股份有限公司董事長。
抗日战争爆发後的1938年（民国27年）1月，随着政府機关精简，实业部同农矿部合并成立新的经济部，秦汾任经济部政務次長，负责确定战時体制下的经济政策。1941年（民国30年）9月，他任行政院水利委員会常務委員。
抗日战争结束後的1947年（民国36年）12月，他任行政院賠償委員会副主任委員。第二次国共内战後，他逃往香港，1951年（民国40年）迁居台湾。在台湾，他经营中華纺织公司、中華建築公司等企業。
1973年（民国62年），他在台湾病逝。享年92岁。

## 学术贡献
他在数学、天文学方面造詣很深。

## 著作
- 三角学
- 新中学代数学教科書
- 天文学之算術

## 延伸阅读
[在维基数据编辑]
 《游美同學錄·秦汾》，出自《游美同學錄》
 在维基共享资源阅览影像